# Emmanuel Candès
Emmanuel Jean Candès (París, 27 de abril de 1970) es un ingeniero, estadístico y matemático francés.

## Biografía
Candès se licenció en Ciencias e Ingeniería en la Escuela Politécnica de París en 1993 y obtuvo su doctorado en Estadística en la Universidad de Stanford en 1998. Fue profesor de Matemáticas Aplicadas y Computacionales, y catedrático Ronald and Maxine Linde en el Instituto de Tecnología de California. En 2009 empezó a trabajar en la Universidad de Stanford, donde actualmente es catedrático Barnum-Simon de Matemáticas y Estadística, profesor de Ingeniería Eléctrica y codirector de su Data Science Institute. Candès cuenta con 125.108 citas y un índice h de 89.
Ha impartido más de cincuenta conferencias plenarias en importantes congresos internacionales y es miembro de la Academia Nacional de Ciencias de los Estados Unidos y la Academia Estadounidense de las Artes y las Ciencias.

## Investigación
En 2020 está centrado en el estudio estadístico de los problemas relacionados con la revolución actual en el manejo de datos. Existen dos cuestiones sobre las que no podemos comprometernos: la reproductividad de los resultados científicos y la validez de las predicciones.

## Premios
Ha recibido numerosos premios a lo largo de su carrera, especialmente destacan los siguientes:
- Premio Alan T. Waterman (Estados Unidos, 2006),
- Premio James H. Wilkinson in Numerical Analysis and Scientific Computing (2005)
- Premio George Pólya (2010) –compartido con Terence Tao–, ambos otorgados por la Sociedad de Matemáticas Aplicadas e Industriales (SIAM)
- Premio Collatz (2011), otorgado por el Consejo Internacional de Matemática Industrial y Aplicada (ICIAM).
- Premio Princesa de Asturias de Investigación Científica y Técnica (2020), junto con Yves Meyer, Ingrid Daubechies y Terence Tao, por «haber realizado contribuciones pioneras y trascendentales a las teorías y técnicas modernas del procesamiento matemático de datos y señales».[1]